# تيد رودس
تيد رودس (بالإنجليزية: Ted Rhodes)‏ (و. 1913 – 1969 م) هو لاعب غولف من الولايات المتحدة الأمريكية .